# Consonant labiovelar
Una consonant labiovelar (o simplement labiovelar en l'àmbit de la fonètica) és aquella consonant que s'articula amb la participació dels llavis, el postdors de la llengua i el vel del paladar. Les consonants labiovelars són consonants de doble articulació en el vel i els llavis ([k͡p, g͡b, ŋ͡m]). També s'aplica el nom a les consonants velars labialitzades, com ara l'aproximant [w] o la consonant coarticulada [k ʷ].

## Consonants pròpiament labiovelars
Les consonants pròpiament labiovelars són les oclusives i nasals que s'usen sobretot a l'Àfrica central i oriental, i són relativament comuns a la part oriental de Nova Guinea. Entre els sons labiovelars identificats en les llengües del món hi ha [k͡p, g͡b, ŋ͡m]. La llengua Yélî Dnye de l'illa Rossel, a Papua Nova Guinea, té consonats labioalveolars, a més de labiovelars. També en vietnamita apareix oclusives i nasals labiovelars, encara que només a final de paraula.
| IPA  | Descripció                 | Exemple    | Exemple    | Exemple   | Exemple            |
| IPA  | Descripció                 | Llengua    | Ortografia | IPA       | Significat         |
| ---- | -------------------------- | ---------- | ---------- | --------- | ------------------ |
| [k͡p] | oclusiva labiovelar sorda  | Logba      | ò-kpàyɔ̀    | [ò-k͡pàyɔ̀] | 'Déu'              |
| [g͡b] | oclusiva labiovelar sonora | Ewe        | Ewegbe     | [ɛβɛg͡be]  | 'la (llengua) Ewe' |
| [ŋ͡m] | nasal labiovelar           | vietnamita | cung       | [kuŋ͡m]    | 'sector'           |

Per pronunciar algun d'aquests sons, es tracta de pronunciar [k, g, ŋ] acostant simultàniament els llavis com es faria pronunciar [p, b, m]. Tot i que el 90% de l'oclusió labial i vetllar s'encavalquen; l'inici de l'articulació velar succeeix de manera molt lleugera abans que el labial, i la relaxació de l'oclusió labial passa ràpidament després de la velar. Aquestes petites diferències de simultaneïtat fa que la vocal precedent sona com si fos seguida d'una velar i la precedent com si fos precedida d'un labial i aquest detall fonètic justifica l'ordre d'escriptura [k͡p] i [g͡b]. No obstant això, aquests sons són clarament una única consonant; les característiques fonètiques són molt diferents de les seqüències dobles [kp] o [gb]. La llengua eggon, per exemple distingeix els fonemes entre les possibilitats /bg/, /gb/ i /g͡b/, ignorant el to. En aquesta llengua tenim per exemple:
| Consonante aïllada | Consonante aïllada | Seqüència doble | Seqüència doble  |
| ------------------ | ------------------ | --------------- | ---------------- |
| pom                | pesar              | kba             | cavar            |
| abu                | un gos             | bga             | colpejar, matar  |
| aku                | una habitació      | ak͡pki           | un estómac       |
| gom                | trencar            | g͡bga            | moldre, triturar |
| k͡pu                | morir              | kpu             | agenollar-se     |
| g͡bu                | arribar            | gba             | dividir          |

Les oclusives labiovelars també apareixen com consonants ejectives [k͡p’] i consonants implosives [ɠɓ] (el circumflex de lligament no s'ha escrit per facilitar la lectura). També apareixen en altres llengües del món aproximants labiovelars, com és el cas del japonès.